# سیارک ۹۸۷۸
سیارک ۹۸۷۸ (به انگلیسی: 9878 Sostero، نامگذاری:1994FQ) نه هزار و هشتصد و هفتاد و هشتمین سیارک کشف شده‌است که در ۱۷ مارس ۱۹۹۴ کشف شد.